# Ectactolpium eximium
Espèce
Ectactolpium eximium est une espèce de pseudoscorpions de la famille des Hesperolpiidae.

## Distribution
Cette espèce est endémique de Namibie.

## Publication originale
- Beier, 1962 : Pseudoscorpioniden aus der Namib-Wüste. Annals of the Transvaal Museum, vol. 24, p. 223-230.